# 华贵竖琴螺
华贵竖琴螺（学名：Harp nobilis），是新腹足目杨桃螺科Harp的一种。主要分布于中国大陆，常栖息在低潮线以下。
Harpa nobilis Lamarck, 1822 现接受为 Harpa harpa (Linnaeus, 1758)